# Bạo động Tây Tạng 2008

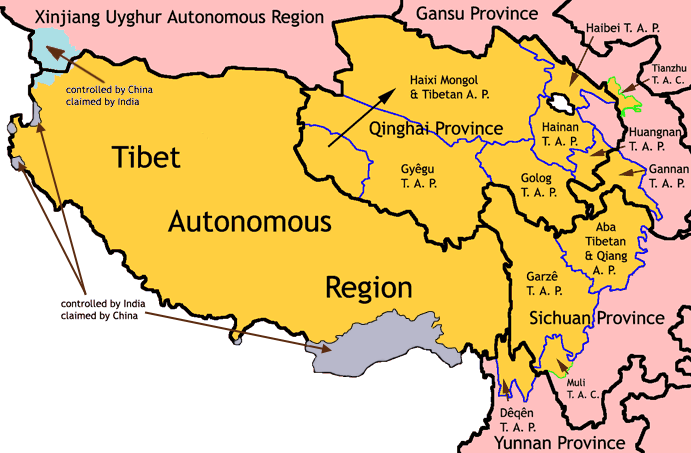
Vùng màu cam là nơi sinh sống của người Tây Tạng

Bạo động Tây Tạng 2008 bắt đầu bằng các cuộc biểu tình ngày 10 tháng 3 năm 2008, kỷ niệm lần thứ 49 ngày nổi dậy Tây Tạng, một cuộc nổi dậy chống lại sự cai trị của Cộng hòa Nhân dân Trung Hoa ở Tây Tạng. Các cuộc phản đối bắt đầu bằng việc các nhà sư kêu gọi thả các sư đang bị giam giữ tháng 10 năm 2007, khi họ kỷ niệm Đăng-châu Gia-mục-thố (Đat-lại Lạt-ma hiện nay) nhận Huy chương Vàng của Quốc hội Hoa Kỳ vào ngày 27 tháng 9 năm 2007. Các cuộc tuần hành phản đối đã chuyển thành kêu gọi độc lập và đã chuyển sang bạo động, đốt phá vào ngày 14 tháng 3 cũng như các cuộc tấn công vào các dân tộc không phải là người Tây Tạng. Đây được xem là một trong những cuộc phản đối chống lại sự cầm quyền của Đảng Cộng sản Trung Quốc lớn nhất trong 20 năm lại đây.
Tây Tạng đã chính thức thành một khu tự trị của Cộng hòa Nhân dân Trung Hoa từ năm 1951. Dù đã được phần lớn các quốc gia thành viên của Liên Hợp Quốc công nhận, tính hợp pháp của chủ quyền Trung Quốc những người ủng hộ độc lập của Tây Tạng lại nêu vấn đề.
Ít có thông tin về cuộc bạo động này do chính quyền Trung Quốc ngăn cản truyền thông nước ngoài vào khu vực này để đưa tin, ngoại trừ James Miles, một phóng viên của tờ The Economist, người được cho phép vào đây trong một tuần trùng với thời điểm leo thang căng thẳng.